# ТЕС Діамантіна
ТЕС Діамантіна – теплова електростанція на півночі Австралії.
З кінця 1960-х гірничо-металургійний комплекс Маунт-Айза, що включає рудник, гірничо-збагачувальні фабрики та плавильні заводи, забезпечувала ТЕС Міка-Крік. В 2014-му для заміни цієї застарілої електростанції поруч з нею запустили ТЕС Діамантіна, що отримала два парогазові блоки комбінованого циклу потужністю по 121 МВт. Кожен з цих блоків має дві газові турбіни, що через відповідну кількість котлів-утилізаторів живлять одну парову турбіну.
Як паливо станція використовує природний газ, що надходить до регіону по трубопроводах Баллера – Маунт-Айза та Філліп-Крік – Маунт-Айза.
Джерелом водопостачання є водосховища гребель Лейхгардт та Райфл-Крік.
Видача продукції відбувається під напругою 132 кВ.
Також можливо відзначити, що поряд з ТЕС Діамантіна запустили ТЕС Лейхгардт з однією встановленою на роботу у відкритому циклі газовою турбіною від Rolls-Royce типу Trent 60 потужністю 60 МВт.